# Paul Detienne
Pour les articles homonymes, voir Detienne.
Compléments
Detienne reçoit plusieurs prix pour ses oeuvres en langue bengalie
Paul Detienne (dont le nom de plume bengalie était Father Detienne : ফাদার দ্যতিয়েন), né le 30 décembre 1924 à Rochefort (Belgique) et décédé le 31 octobre 2016 à Bruxelles, était un prêtre jésuite belge. Missionnaire au Bengale (Inde) durant 30 ans, il maitrisa la langue bengalie au point de se faire un nom dans la littérature bengalie.

## Biographie
Né à Rochefort le 30 décembre 1924, deuxième d’une famille de cinq frères Paul Detienne fait ses études au collège Notre-Dame de Bellevue de Dinant et entre au noviciat des jésuites d’Arlon en 1942. Sa formation spirituelle et académique initiale terminée, y compris une introduction à la langue sanskrite et des études de philosophie à Louvain, il part pour l’Inde et arrive à Calcutta en 1949 où il est assigné à la mission du Bengale.
Deux ans d’apprentissage de la langue bengalie, passée à Serampore sous la direction du Père Dontaine, sont suivies des années de théologie à Kurseong (1952-1956), préparatoires au sacerdoce. Detienne est ordonné prêtre le 21 novembre 1955 par Mgr Ferdinand Perier, archevêque de Calcutta. Il passe encore deux ans à Shantiniketan (à l’université de Tagore), y acquérant une maitrise remarquable de la langue et approfondissant ses connaissances en littérature bengalie. Les œuvres de Tagore influencent son orientation. 
De retour à Calcutta il vit avec le père Pierre Fallon dans un quartier défavorisé du nord de la ville. Dès les années passées à Shantiniketan il tente l’écriture en bengali... Il sauve de l’oubli le Itihasmala (ইতিহাসমালা) de William Carey, missionnaire baptiste du XIXe siècle, pionnier dans la traduction de la Bible en langues orientales. Il écrit également quelques œuvres pour la jeunesse chrétienne et est le premier à traduire du français en bengali ‘le Petit Prince’ de Saint-Exupéry et ‘la nuit Bengalie’ de Mircea Eliade. 

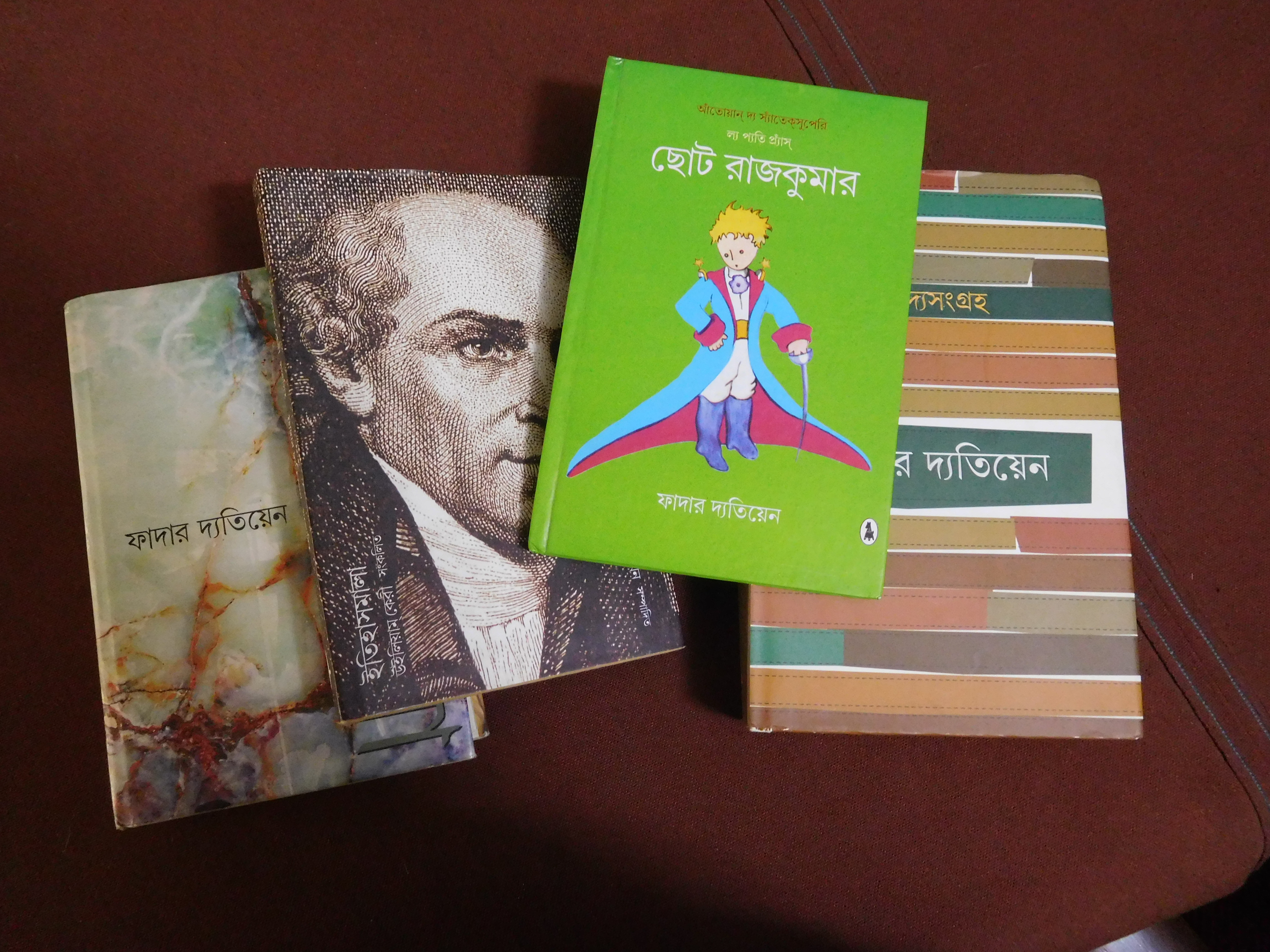
Oeuvres en Bengali du Père Detienne

Cependant il est surtout connu pour sa colonne ‘Dayerir Chhenrapata’ (ডায়েরির ছেঁড়াপাতা; ‘page déchirée de mon journal [intime]’) qui parait dans un des plus grands hebdomadaires littéraires du Bengale: ‘Desh’. Il tient cette chronique de presse durant de nombreuses années. Ces ‘pages déchirées’ seront publiées plus tard sous forme de livre. Il reçoit le 'Narasingha Das Puroshkar’, pour la meilleure œuvre littéraire en langue bengalie pour l’année 1971-72.
En 1976 Detienne reçoit le prix Christophe Plantin attribué annuellement à un Belge qui s’est distingué en activités culturelles hors de son pays. Revenu en Belgique en 1977 Detienne est aumônier des cliniques universitaires Saint-Luc de Bruxelles jusqu’à sa retraite en 1989. Libéré d’un travail très prenant il reprend des activités littéraires et intellectuelles, commençant par une année sabbatique (repos) à Calcutta, exactement du 1er janvier au 31 décembre 1990. Il en publie la chronique quotidienne: c’est son livre ‘Kolkata: Calcutta revisitée’. 
Il renoue les contacts avec les milieux littéraires de Calcutta et se remet également à l’écriture bengalie. Le 10 décembre 2010 l’Académie de langue bengalie (la ‘Paschimbanga Bangla Academy’) lui présente le ‘Rabindra Smriti Purashkar’ pour l’ensemble de son œuvre en Bengali, récompensant le « Jésuite belge qui adoptant des tournures particulières de la littérature française a créé un nouveau style littéraire dans la langue bengalie » (Snehashish Sur).   
De retour d’un fatigant voyage au Bangladesh (2015), où il était l’invité d’un congrès de littérature bengalie, Paul Detienne apprend qu’il souffre du cancer. Il meurt à Bruxelles le 31 octobre 2016, à l’âge de 91 ans. 

## Écrits
- En Bengali : Choto Rajkumar, Atpoure Dinpanjee (আটপৌরে দিনপঞ্জি), Dayerir Chenrapata (ডায়েরির ছেঁড়াপাতা), Rojnamcha (রোজনামচা), Godyo Songraha (গদ্য সংগ্রহ).
- En français : Kolkata, Calcutta revisitée, Bruxelles, Éditions Lessius, 2001, 177p.